# Grote Prijs Stad Zottegem 2009
Il Grote Prijs Stad Zottegem 2009, settantaquattresima edizione della corsa e valida come evento dell'UCI Europe Tour 2009 categoria 1.1, si svolse il 18 agosto 2009 su un percorso di 192,3 km. Fu vinta dal belga Niko Eeckhout che terminò la gara in 4h22'20", alla media di 43,98 km/h.
Al traguardo 128 ciclisti portarono a termine il percorso.

## Ordine d'arrivo (Top 10)
| Pos. | Corridore           | Squadra        | Tempo    |
| ---- | ------------------- | -------------- | -------- |
| 1    | Niko Eeckhout       | An Post        | 4h22'20" |
| 2    | Martin Pedersen     | Capinordic     | s.t.     |
| 3    | Cyril Lemoine       | Skil-Shimano   | s.t.     |
| 4    | Jürgen Roelandts    | Silence        | s.t.     |
| 5    | Jempy Drucker       | Differdange C. | s.t.     |
| 6    | Sven Vandousselaere | Jong Vlaan.    | s.t.     |
| 7    | James Vanlandschoot | Verandas Will. | s.t.     |
| 8    | Nicholas Walker     | Cinelli        | s.t.     |
| 9    | Luc Hagenaars       | Krolstone      | s.t.     |
| 10   | Theo Eltink         | Skil-Shimano   | s.t.     |